# Daniel Colonius der Ältere
Daniel Colonius der Ältere (auch: van Keulen; * 27. September 1566 in Gent; † 16. August 1635 in Leiden) war ein niederländischer reformierter Theologe.

## Leben
Der Sohn des aus Metz stammenden Pfarrers in Gent Peter Colonius und dessen Frau Sara Ackermann hatte an der Universität Genf unter Théodore de Bèze und seit dem 16. August 1589 an der Universität Leiden studiert. In Leiden hatte er am 14. Oktober 1589 seine Theses de providentia Dei, 1590 unter Jacob Ramsaeus De natura logices verteidigt und wurde 1590 zum Prädikant in Rotterdam berufen, wo er die dortigen Pastoren unterstützen sollte. 1605 wurde er zum ersten Regenten des Wallonischen Kollegiums in Leiden ernannt und am 30. Mai 1606 in dieses Amt eingeführt. Nachdem er ein Angebot von Rotterdam abgelehnt hatte, wurde er zum Pfarrer der niederländisch reformierten Kirche in Leiden bestellt.
Als Mitglied des wallonischen Kollegiums hatte er an den wallonischen Synoden teilgenommen und beteiligte sich 1619 an der Synode in Dortrecht, wo er als eifriger Verfechter der Gegen-Remonstranten auftrat. Seine Zeitgenossen schildern ihn als milden Theologen, der sich um die Einheit der reformierten Kirche mühte. Aus seiner Feder stammt Analysis paraphrastica Institutionum theol. Joh. Calvini disputationibus XLI context, welches 1628 und 1636 in Leiden herauskam. Zudem ist er Herausgeber der Brieven van C. aan J. Polyander en Adr. van Blijenburch te Dordrecht (Bodleian Library Oxford; K.B.; U.B. Leiden) und der Advis sur la question si on doibt rompre Ie College 1628 (Bibl. Wallonne. Amsterdam).
Aus seiner am 10. Dezember 1595 geschlossenen Ehe mit  Maria de Becquere stammen fünf Kinder. Der Sohn Daniel Colonius der Jüngere erlangte als Professor der Rechte an der Universität Leiden ebenfalls Bedeutung.